# Рівняння Толмена — Опенгеймера — Волкова
Рівняння Толмена — Опенгеймера — Волкова (англ. Tolman–Oppenheimer–Volkoff equation, TOV) — рівняння в загальній теорії відносності й астрофізиці, яке описує структуру сферично симетричного тіла з ізотропного матеріалу, що перебуває в статичній гравітаційній рівновазі. Названо на честь Річарда Толмена, Роберта Оппенгеймера і Джорджа Волкова.

## Загальний вигляд
Рівняння має вигляд:
{\displaystyle {\frac {dP}{dr}}=-{\frac {Gm}{r^{2}}}\rho \left(1+{\frac {P}{\rho c^{2}}}\right)\left(1+{\frac {4\pi r^{3}P}{mc^{2}}}\right)\left(1-{\frac {2Gm}{rc^{2}}}\right)^{-1}}
де:
- {\textstyle r} — радіальна координата
- {\textstyle \rho (r)} і {\textstyle P(r)} — густина й тиск матеріалу на радіусі
- {\textstyle m(r)} — загальна маса в межах радіуса {\textstyle r}.

Рівняння виведено з рівнянь Ейнштейна для стаціонарної сферично симетричної метрики. Для розв'язку рівняння Толмена — Опенгеймера — Волкова ця метрика має вигляд
{\displaystyle ds^{2}=e^{\nu }c^{2}\,dt^{2}-\left(1-{\frac {2Gm}{rc^{2}}}\right)^{-1}\,dr^{2}-r^{2}\left(d\theta ^{2}+\sin ^{2}\theta \,d\phi ^{2}\right)}
де {\textstyle \nu (r)} визначається формулою
{\displaystyle {\frac {d\nu }{dr}}=-\left({\frac {2}{P+\rho c^{2}}}\right){\frac {dP}{dr}}}
Якщо доповнити рівняння Толмена — Опенгеймера — Волкова рівнянням стану, {\textstyle F(\rho ,P)=0}, яке пов'язує густину з тиском, то ці два рівняння повністю визначать структуру рівноважного сферично симетричного тіла з ізотропного матеріалу. Якщо знехтувати членами порядку {\textstyle 1/c^{2}}, рівняння Толмена — Оппенгеймера — Волкова перетворюється на рівняння гідростатичної рівноваги, яке використовують для знаходження рівноважної структури сферично симетричного тіла з ізотропного матеріалу, коли релятивістські ефекти не важливі.
Якщо рівняння використовують для моделювання обмеженої кулі у вакуумі, граничні умови мають вигляд {\textstyle P(r)=0} і {\textstyle e^{\nu }=1-2Gm/c^{2}r}. Перша умова означає нульовий тиск на поверхні, а друга умова накладається так, що метрика на поверхні неперервно переходить в метрику Шварцшильда:
{\displaystyle ds^{2}=\left(1-{\frac {2GM}{rc^{2}}}\right)c^{2}\,dt^{2}-\left(1-{\frac {2GM}{rc^{2}}}\right)^{-1}\,dr^{2}-r^{2}(d\theta ^{2}+\sin ^{2}\theta \,d\phi ^{2})}

## Загальна маса
{\textstyle m(r)} — це загальна маса, що міститься всередині радіуса {\textstyle r}, виміряна за створюваним нею гравітаційним полем. Вона задовольняє умові {\textstyle m(0)=0} і розраховується з рівняння
{\displaystyle {\frac {dm}{dr}}=4\pi r^{2}\rho }
Виміряна за створюваним гравітаційним полем загальна маса об'єкта {\textstyle M}, обмеженого максимальним радіусом {\textstyle r=R}, дорівнює
{\displaystyle M=m(R)=\int _{0}^{R}4\pi r^{2}\rho \,dr}
З іншого боку, обчислення маси шляхом інтегрування густини об'єкта по його об'єму дає більше значення:
{\displaystyle M_{1}=\int _{0}^{R}{\frac {4\pi r^{2}\rho }{\sqrt {1-{\frac {2Gm}{rc^{2}}}}}}\,dr}
Різниця між цими двома величинами є від'ємною,
{\displaystyle \delta M=\int _{0}^{R}4\pi r^{2}\rho \left(1-{\frac {1}{\sqrt {1-{\frac {2Gm}{rc^{2}}}}}}\right)\,dr},
Це гравітаційна енергія зв'язку об'єкта, поділена на {\textstyle c^{2}}.

## Виведення із загальної теорії відносності
Припустімо статичну, сферично симетричну ідеальну рідину. Компоненти метрики подібні до компонентів метрики Шварцшильда:
{\displaystyle c^{2}\,d\tau ^{2}=g_{\mu \nu }\,dx^{\mu }\,dx^{\nu }=e^{\nu }c^{2}\,dt^{2}-e^{\lambda }\,dr^{2}-r^{2}\,d\theta ^{2}-r^{2}\sin ^{2}\theta \,d\phi ^{2}}
Згідно з припущенням ідеальної рідини, тензор енергії напруження є діагональним (у сферичній системі координат) з наступними власними значеннями густини енергії та тиску:
{\displaystyle T_{0}^{0}=\rho c^{2}},
{\displaystyle T_{i}^{j}=-P\delta _{i}^{j}}.
Тут {\textstyle \rho (r)} — густина рідини, а {\textstyle P(r)} — її тиск.
Далі шукаємо розв'язок рівняння поля Ейнштейна:
{\displaystyle {\frac {8\pi G}{c^{4}}}T_{\mu \nu }=G_{\mu \nu }}
Спочатку розглядаємо компонент {\textstyle G_{00}}:
{\displaystyle {\frac {8\pi G}{c^{4}}}\rho c^{2}e^{\nu }={\frac {e^{\nu }}{r^{2}}}\left(1-{\frac {d}{dr}}re^{-\lambda }\right)}
Інтегруючи цей вираз від 0 до {\textstyle r}, отримуємо
{\displaystyle e^{-\lambda }=1-{\frac {2Gm}{rc^{2}}}},
де {\textstyle m(r)} є таким, як визначено в попередньому розділі. Далі розглядаємо компонент {\textstyle G_{11}}. Для нього знаходимо:
{\displaystyle -{\frac {8\pi G}{c^{4}}}Pe^{\lambda }={\frac {-r\nu '+e^{\lambda }-1}{r^{2}}}}.
Цей вираз можна спростити, використовуючи формулу для {\textstyle e^{\lambda }}:
{\displaystyle {\frac {d\nu }{dr}}={\frac {1}{r}}\left(1-{\frac {2Gm}{c^{2}r}}\right)^{-1}\left({\frac {2Gm}{c^{2}r}}+{\frac {8\pi G}{c^{4}}}r^{2}P\right)}
Ми отримуємо друге рівняння, вимагаючи неперервності тензора енергії-напруження: {\textstyle \nabla _{\mu }T_{\,\nu }^{\mu }=0}. Завдяки статичності {\textstyle \partial _{t}\rho =\partial _{t}P=0} і ізотропії {\textstyle \partial _{\phi }P=\partial _{\theta }P=0}, отримуємо
{\displaystyle 0=\nabla _{\mu }T_{1}^{\mu }=-{\frac {dP}{dr}}-{\frac {1}{2}}\left(P+\rho c^{2}\right){\frac {d\nu }{dr}}\;}
Перестановка членів дає:
{\displaystyle {\frac {dP}{dr}}=-\left({\frac {\rho c^{2}+P}{2}}\right){\frac {d\nu }{dr}}\;}
Це дає два вирази, які обидва містять {\textstyle d\nu /dr}. Усунувши {\textstyle d\nu /dr}, отримуємо:
{\displaystyle {\frac {dP}{dr}}=-{\frac {1}{r}}\left({\frac {\rho c^{2}+P}{2}}\right)\left({\frac {2Gm}{c^{2}r}}+{\frac {8\pi G}{c^{4}}}r^{2}P\right)\left(1-{\frac {2Gm}{c^{2}r}}\right)^{-1}}
Винесши множник {\textstyle G/r} і переставивши множники 2 і {\textstyle c^{2}}, отримуємо рівняння Толмена — Опенгеймера — Волкова:
| {\displaystyle {\frac {dP}{dr}}=-{\frac {G}{r^{2}}}\left(\rho +{\frac {P}{c^{2}}}\right)\left(m+4\pi r^{3}{\frac {P}{c^{2}}}\right)\left(1-{\frac {2Gm}{c^{2}r}}\right)^{-1}} |

## Історія
Річард Толмен проаналізував сферично симетричні метрики в 1934 і 1939 роках. Наведена тут форма рівняння була виведена Робертом Оппенгеймером і Джорджем Волковим у їхній статті 1939 року «Про масивні нейтронні ядра». У цій статті рівняння стану для виродженого фермі-газу нейтронів було використано для розрахунку верхньої межі ~0,7 сонячні маси для гравітаційної маси нейтронної зорі. Оскільки це рівняння стану нереалістичне для нейтронної зорі, ця гранична маса також є невірною. Використовуючи спостереження гравітаційних хвиль від злиття подвійних нейтронних зір (наприклад, GW170817) і подальшу інформацію від електромагнітного випромінювання (кілонова), було показано, що максимальна маса нейтронної зорі (так звана межа Толмена — Опенгеймера — Волкова) близька до 2,17 маси Сонця. Попередні оцінки цієї межі коливаються від 1,5 до 3,0 мас Сонця.

## Постньютонівське наближення
У постньютонівському наближенні, тобто для гравітаційного поля, яке лише трохи відрізняється від ньютонівського поля, рівняння можна розкласти за степенями {\textstyle 1/c^{2}}. Тоді рівняння Толмена — Опенгеймера — Волкова дає:
{\displaystyle {\frac {dP}{dr}}=-{\frac {Gm}{r^{2}}}\rho \left(1+{\frac {P}{\rho c^{2}}}+{\frac {4\pi r^{3}P}{mc^{2}}}+{\frac {2Gm}{rc^{2}}}\right)+O(c^{-4}).}